# Dryopteris atrata
Dryopteris atrata är en träjonväxtart som först beskrevs av Wall, och fick sitt nu gällande namn av Ren-Chang Ching. Dryopteris atrata ingår i släktet Dryopteris och familjen Dryopteridaceae. Inga underarter finns listade.

## Bildgalleri

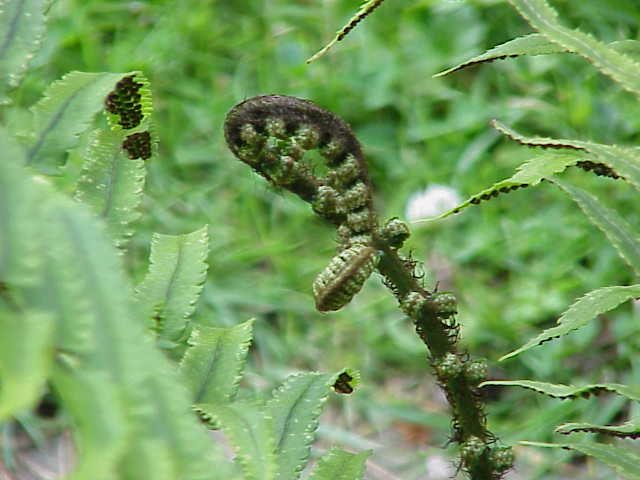
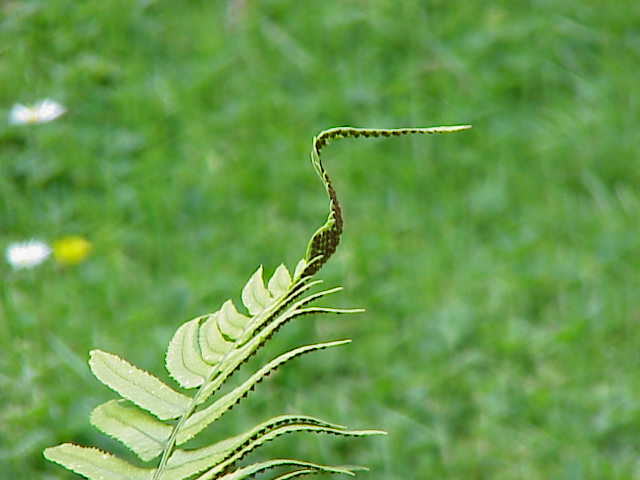
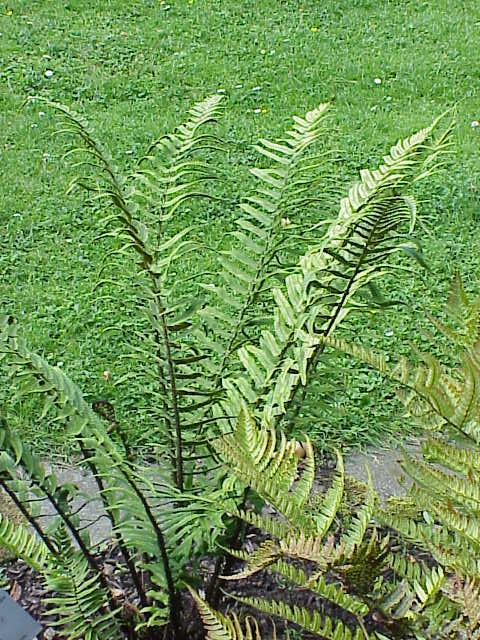
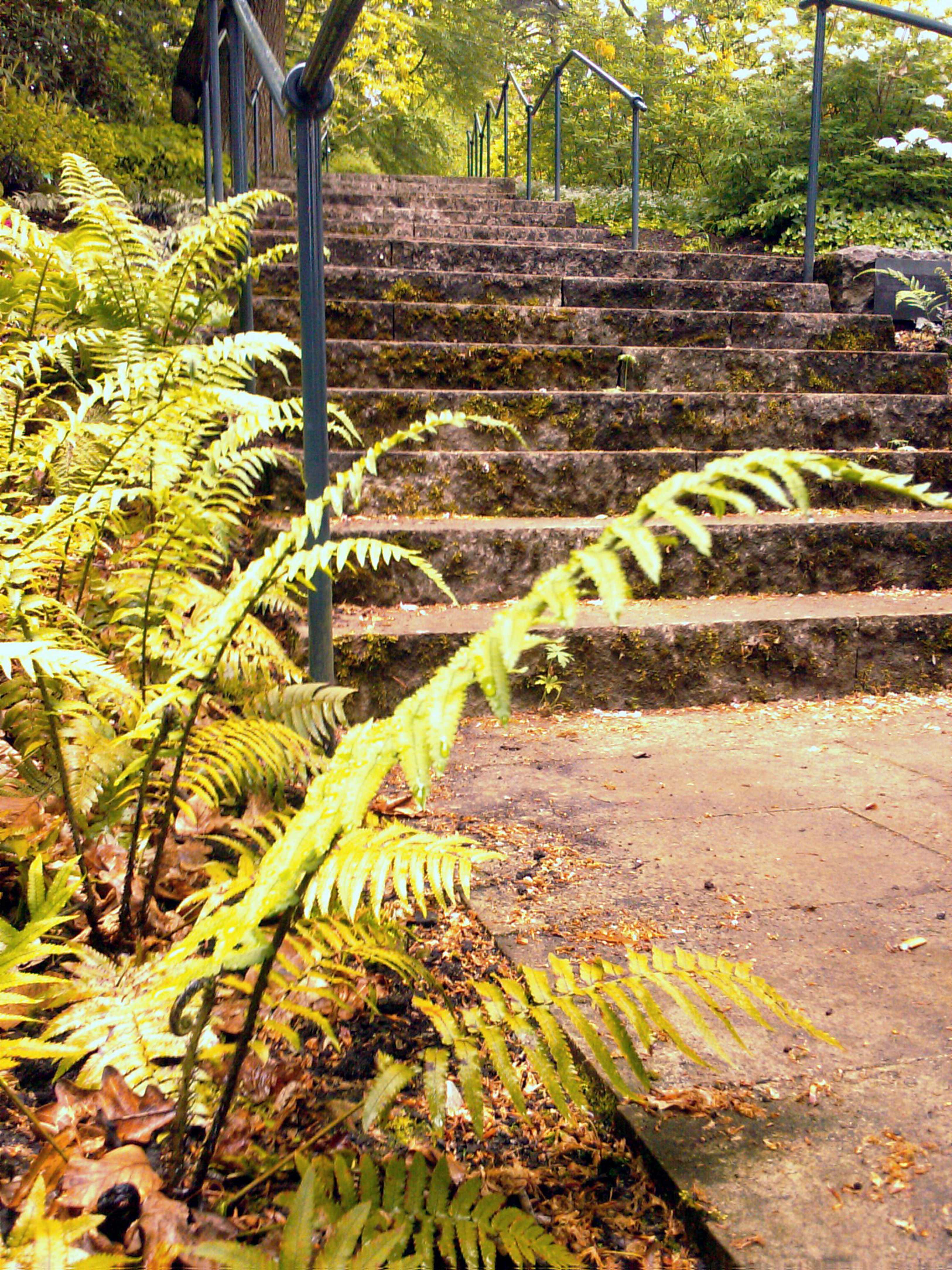